# The Id
The Id je druhé studiové album americké zpěvačky Macy Gray. Vydalo jej v září roku 2001 hudební vydavatelství Epic Records a na jeho produkci se společně se zpěvačkou podílel Darryl Swann. Jedním z vedoucích producentů nahrávky byl i Rick Rubin, dále se na albu podíleli například Erykah Badu, John Frusciante, Mos Def a Billy Preston.

## Seznam skladeb
| Pořadí | Název                                    | Délka |
| ------ | ---------------------------------------- | ----- |
| 1.     | Relating to a Psychopath                 | 4:48  |
| 2.     | Boo                                      | 4:25  |
| 3.     | Sexual Revolution                        | 4:45  |
| 4.     | Hey Young World Part 2                   | 4:03  |
| 5.     | Sweet Baby                               | 3:49  |
| 6.     | Harry                                    | 3:10  |
| 7.     | Gimme All Your Lovin' or I Will Kill You | 4:45  |
| 8.     | Don't Come Around                        | 4:37  |
| 9.     | My Nutmeg Phantasy                       | 4:55  |
| 10.    | Freak Like Me                            | 3:38  |
| 11.    | Oblivion                                 | 2:49  |
| 12.    | Forgiveness                              | 5:17  |
| 13.    | Blowin' Up Your Speakers                 | 1:07  |
| 14.    | Shed (skrytá skladba)                    | 4:17  |

## Obsazení
- Macy Gray – zpěv
- Stephanie Alexander – doprovodné vokály
- Sunshine Anderson – zpěv
- Issiah J. Avila – bicí
- Erykah Badu – zpěv
- Marina Bambino – doprovodné vokály, perkuse
- Steve Baxter – doprovodné vokály, pozoun
- Dawn Beckman – doprovodné vokály
- Printz Board – doprovodné vokály, francouzský roh, trubka
- Dustin Boyer – kytara
- Tim Carmon – varhany
- Davey Chegwidden – perkuse
- Keefus Ciancia – syntezátory, varhany
- Marc Cross – doprovodné vokály
- Ronesha Davis – doprovodné vokály
- Brian J. Durack – varhany
- Mike Elizondo – baskytara
- Paloma Elsesser – doprovodné vokály
- Fannie Franklin – doprovodné vokály
- John Frusciante – kytara
- Herb Graham Jr. – bicí
- Kiilu Grand – scratching
- Lili Haydn – smyčce
- Aanisah Hinds – doprovodné vokály
- Mel Hinds – doprovodné vokály
- Victor Indrizzo – bicí
- Shawki Jibri – doprovodné vokály
- Darren Johnson – elektrické piano
- Kaya Tafari Joseph – doprovodné vokály
- Gabby Lang – sitár
- Jinsoo Lim – kytara
- Jane Lopez – doprovodné vokály
- Arik Marshall – kytara
- Lonnie Marshall – baskytara
- Mos Def – rap
- Dion Murdock – bicí
- Darice Murphy – doprovodné vokály
- Audra Nishita – doprovodné vokály
- Tim „Izo“ Orindgreff – doprovodné vokály, klarinet, flétna, saxofon
- Billy Preston – varhany, perkuse
- Zac Rae – klávesy, syntezátory, sylofon, klavír, varhany, klarinet
- Tom Ralls – pozoun
- Thom Russo – doprovodné vokály
- Jeremy Ruzumna – varhany, klavír, syntezátory
- Raphael Saadiq – kytara, smyčce
- Slick Rick – rap
- Sunnie Shawn – doprovodné vokály
- Sy Smith – doprovodné vokály
- Angie Stone – zpěv
- Darryl Swann – kytara, smyčce, perkuse, doprovodné vokály
- Ahmir „Questlove“ Thompson – bicí, perkuse
- Charles Veal, Jr. – smyčce
- Frank „Knuckles“ Walker – perkuse
- Lejon Walker – doprovodné vokály
- Tracy Wannamoe – klarinet
- Latina Webb – doprovodné vokály
- David Wilder – baskytara
- Pamela Williams – doprovodné vokály
- James Wooten – varhany
- Ericka Yancey – doprovodné vokály